# Marginales

Marginales est le nom d'une revue littéraire belge, fondée en 1945 par Albert Ayguesparse (1900-1996), poète, Pierre-Louis de Muyser, écrivain, traducteur, résistant qui avait publié un journal clandestin durant l'occupation, et Joseph Bracops, futur bourgmestre d'Anderlecht.

## Historique
Cette revue publie de nombreux poètes et essayistes et elle est depuis sa fondation une des tribunes des lettres belges de langue française tout en étant ouverte à de nombreux autres écrivains de la francophonie.
Albert Ayguesparse en assure la direction jusqu’en 1990. La dernière livraison voit le jour en 1991 jusqu'au numéro 229, qui est alors suivi d'une longue parenthèse jusqu'en 1998 lorsqu'une nouvelle équipe la remet sur pied. Depuis lors, elle paraît à nouveau tous les quatre mois.
Dirigée par Jacques De Decker, secrétaire perpétuel de l'Académie royale de langue et de littérature française de Belgique jusqu'au décès de ce dernier, en février 2020, sa direction est ensuite assurée par Vincent Engel.
Marginales, qui était imprimée jadis à l'imprimerie Belgica (J. Vantrier), a été publiée par les éditions Luce Wilquin, puis par l'ASBL Vertige, et est désormais publiée aux éditions Ker.